# Medalha Worcester Reed Warner
A Medalha Worcester Reed Warner (em inglês:  Worcester Reed Warner Medal) é uma condecoração científica estabelecida em 1930 pela Sociedade dos Engenheiros Mecânicos dos Estados Unidos (American Society of Mechanical Engineers - ASME) a um indivíduo por contribuição de destaque à literatura permanente de engenharia. As contribuições podem ser um simples artigo científico, tratados ou livros, ou uma série de artigos científicos.
As contribuições devem ser ideias progressivas ralacionadas à engenharia ou pesquisa científica ou industrial associada à engenharia mecânica; projeto e operação de equipamentos mecânicos ou associados; engenharia industrial ou gerência, organização, operação e as concomitantes de cada; ou outros assuntos estreitamente associados com os mencionados. Para se qualificar como de valor permanente, qualquer artigo científico ou tratado não pode ter sido publicado a menos de 5 anos.

## Laureados
- 1933 Dexter S. Kimball
- 1934 Ralph Flanders
- 1935 Stephen Timoshenko
- 1936 Charles M. Allen
- 1937 Clarence Hirschfeld
- 1938 Lawford H. Fry
- 1939 Rupen Eksergian
- 1940 William Gregory
- 1941 Richard V. Southwell
- 1942 Fred Herbert Colvin
- 1943 Igor Sikorsky
- 1944 Earle Buckingham
- 1945 Joseph Moses Juran
- 1947 Arpad Nadai
- 1948 Edward S. Cole
- 1949 Fred B. Seely
- 1950 Orlan William Boston
- 1951 Den Hartog
- 1952 Max Jakob
- 1953 William McAdams
- 1954 Joseph Henry Keenan
- 1955 Howard S. Bean
- 1956 J. Keith Louden
- 1957 William Prager
- 1958 Harold J. Rose
- 1959 Daniel Glasstone
- 1960 Lloyd Hamilton Donnell
- 1961 C. L. W. Trinks
- 1962 Virgil M. Faires
- 1963 Frederick Morse
- 1964 Oscar J. Horger
- 1965 Ascher H. Shapiro
- 1966 Eric A. Farber
- 1967 Nicholas Hoff
- 1968 Merhyle F. Spotts
- 1969 Hans Wolfgang Liepmann
- 1970 Wilhelm Flugge
- 1971 Stephen Harry Crandall
- 1972 Burgess H. Jennings
- 1973 Max Mark Frocht
- 1974 Victor L. Streeter
- 1975 Philip Gibson Hodge
- 1976 Dennis G. Shepherd
- 1977 Joseph Edward Shigley
- 1978 James H. Potter
- 1979 Darle W. Dudley
- 1980 Olgierd Zienkiewicz
- 1981 Frank Kreith
- 1982 Herbert Kolsky
- 1983 Allan D. Kraus
- 1984 Yuan-Cheng Fung
- 1985 Richard H. Gallagher
- 1986 Ephraim M. Sparrow
- 1987 Jack P. Holman
- 1988 Richard M. Christensen
- 1989 Lawrence E. Malvern
- 1990 John Tinsley Oden
- 1991 Bruno A. Boley
- 1992 J. N. Reddy
- 1993 Frank J. Rizzo
- 1994 George Springer
- 1995 Frank P. Incropera
- 1996 Adrian Bejan
- 1997 Zdeněk Bažant
- 1998 Thomas J.R. Hughes
- 1999 Yogesh Jaluria
- 2000 Avram Bar-Cohen
- 2001 Budugur Lakshminarayana
- 2002 Tsu-Wei Chou
- 2004 Ephraim Suhir
- 2006 James G. Simmonds
- 2007 Portonovo Ayyaswamy
- 2008 Ashwani K. Gupta
- 2009 David G. Lilley
- 2012 János Miklós Beér
- 2013 Singiresu Rao
- 2014 Vigor Yang